# بیلی پرت (بازیکن فوتبال، زاده ۱۸۷۲)
بیلی پرت (انگلیسی: Billy Pratt؛ زادهٔ ۱۸۷۲) بازیکن فوتبال در پست مهاجم اهل انگلستان است.

## باشگاهی
از باشگاه‌هایی که در آن بازی کرده‌است می‌توان به باشگاه فوتبال بیرمنگام سیتی و باشگاه فوتبال ووستر سیتی اشاره کرد.